# Ammiratus
Ammiratus (auch admiratus geschrieben) war eine Bezeichnung für einen hohen Würdenträger im normannischen Königreich Sizilien. 

## Wortherkunft
Die lateinische Bezeichnung ammiratus ist von dem arabischen Wort amīr (Emir) abgeleitet, die parallele griechische Bezeichnung lautet  Ἀμηρᾶς (ameras). Daneben wird in griechischen Texten auch der Begriff ἄρχων (archon) verwendet.

## Funktion
Die Funktionen sind unter den Normannen nicht eindeutig festgelegt, die ammirati können militärische oder zivile Aufgaben erfüllen, auch eine Verbindung von beiden Bereichen kommt vor. Seit der Mitte des 12. Jahrhunderts können die Aufgaben durch einen Zusatz im Genitiv beschrieben werden. Fast alle Inhaber dieses Amtes stammen aus dem griechisch-arabischen Kulturkreis.
Als Befehlshaber der normannischen Flotte trug Walter von Moac 1177 den Titel regii fortunati stolii admiratus. Die deutsche Bezeichnung „Admiral“ (ital. ammiraglio) stellt eine Einengung des ursprünglichen Begriffs dar, da unter einem Admiral in der Regel nur noch der Befehlshaber einer Flotte verstanden wird.

## Ammiratus ammiratorum
Der ammiratus ammiratorum (Emir der Emire) war der höchste Würdenträger nach dem König, eine Art oberster Minister, in der Stellung dem Großwesir an islamischen Höfen vergleichbar. 
Amtsträger
- Christodulos, ca. 1107–1125 unter Roger II.
- Georg von Antiochien, unter Roger II.
- Maio von Bari, bis 1160 unter  Wilhelm I.

Nach Maio kommt diese Bezeichnung, die in Analogie zu ἄρχων τῶν άρχόντων (archõn tõn archontõn) gebildet wurde, nicht mehr vor. Unter Wilhelm II. beriet der Rat der Familiaren den König. Walter von Palermo und Matheus von Salerno nahmen dort miteinander konkurrierend die führende Stellung ein.